# Aspicilia mashiginensis
Aspicilia mashiginensis är en lavart som först beskrevs av Alexander Zahlbruckner och som fick sitt nu gällande namn av Alfred Oxner. 
Aspicilia mashiginensis ingår i släktet Aspicilia och familjen Megasporaceae. Arten är reproducerande i Sverige.